# أزمة الغذاء النيجرية 2005-2006

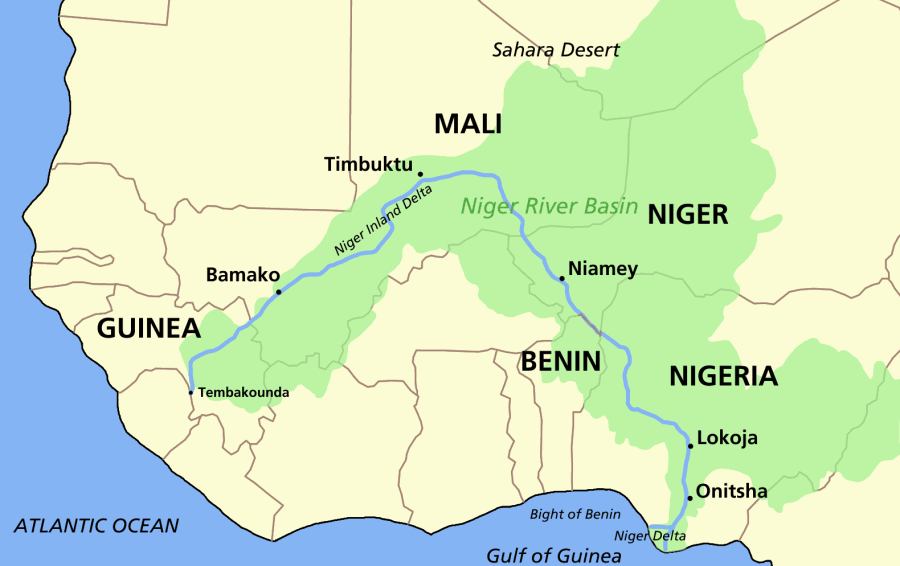
Niger

أزمة الغذاء النيجرية (جمهورية النيجر) 2005-2006 كانت أزمة أمن غذائي شديدة ولكن محلية في شمال مارادي، طهوا، تيلابيري، وزندر في جمهورية النيجر من 2005 حتى 2006. كان سببها أمطار نهاية عام 2004، أضرار الجراد الصحراوي لبعض أراضي المراعي، أسعار الغذاء المرتفعة، والفقرالمزمن. في المناطق المتضررة، 2.4 مليون إلى 3.6 مليون شخص معرضون بشدة لانعدام الأمن الغذائي. وذكر التقييم الدولي أن أكثر من 800 ألف شخص يواجهون انعدام الأمن الغذائي الشديد وأكثر من 800 ألف شخص بأوضاع غذائية غير آمنة وبحاجة لمساعدة.[بحاجة لمصدر]

## خلفية

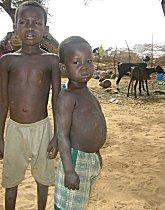
الأطفال الذين يعانون من سوء التغذية في النيجر خلال مجاعة 2005.

كانت هذه الأزمة متوقعة بعد أن استهلكت أسراب الجراد معظم المحاصيل في أجزاء من النيجر خلال موسم الزراعة عام 2004. في مناطق أخرى، أدى عدم كفاية هطول الأمطار إلى ضعف حصاد وجفاف المراعي التي تؤثر على كل من المزارعين وسلالات الماشية. تقييم أقامته حكومة النيجر، توصلت الأمم المتحدة والمؤسسات الغير حكومية إلى وعي عام بأن هذه الأزمة، بينما كانت شديدة محليا، لم تصل إلى درجة المجاعة تبعا لمقياس المجاعة.

### الأسبابالديموغرافية
ازداد تعداد سكان النيجر أكثر من خمسة أضعاف بين عام 1950 و2005، من 2.5 مليون إلى 13.5 مليون. معدل الخصوبة في النيجر هو الأعلى في العالم ويصل إلى 7.6 طفل للمرأة الواحدة، وزاد تعداد السكان في النيجر عشر أضعاف في القرن 21 وسيصل إلى أكثر من 200 مليون شخص في عام 2100.